# Angelo De Donatis
Angelo De Donatis (Casarano, 1954. január 4. –) olasz római katolikus pap, főpenitenciárius, bíboros. Korábban a Római egyházmegye általános helynöke, a Lateráni főbazilika főpapja, az Ostiai szuburbikárius egyházmegye apostoli kormányzója volt. Bíboros helynöki kinevezése előtt a Római egyházmegye segédpüspöke volt.

## Életrajz
Angelo De Donatis 1954. január 4-én született Casarano településen, Lecce megyében, az olaszországi Puglia régióban. A tarantói szemináriumba és a Római Pápai Szemináriumba járt. Rómában a Lateráni Pápai Egyetemen filozófiát, a Gregoriana Pápai Egyetemen pedig teológiát tanult, ahol erkölcsteológiából licenciátust szerzett.

### Papi szolgálat
1980. április 12-én De Donatist pappá szentelte a Nardò-Gallipoli egyházmegye casaranói San Domenico templomában Antonio Rosario Mennonna püspök. Ezután hittant tanított a római San Saturnino templomban, amelynek később káplánja lett. A Római egyházmegyébe 1983. november 28-án inkardinálták.
1989 és 1991 között De Donatis a Bíborosi Kollégium titkárának levéltárosa volt. A Római Pápai Szeminárium spirituálisa lett, ahol 2003-ig szolgált, amikor is kinevezték a római San Marco Evangelista al Campidoglio-bazilika plébánosává és a Papok Hozzátartozóinak Országos Szövetségének asszisztensévé. Emellett 1990-től 1996-ig a Római vikariátus papságának igazgatója volt. Ezt követően a Római egyházmegye pasztorális tanácsának és a Tanácsosok Testületének tagja lett.
De Donatist 1989-ben lovaggá ütötte a Szent Sír Lovagrend. 1990. április 10-én pápai káplánná nevezték ki, és megkapta a monsignore címet.
2017-ben lelki segítője volt a Don Andrea Santoro Egyesületnek, amely Andrea Santoro, olasz pap és De Donatis szemináriumi osztálytársa 2006-os törökországi meggyilkolásának évfordulójára emlékezik. De Donatis fenntartotta a kapcsolatot szülővárosával azzal, hogy évente nyáron lelkigyakorlatokat vezet a casaranoi feszület kriptájában.
Egyike volt annak a hét római papnak, akiket Giovanni Angelo Becciu érsek kiválasztott, hogy együtt ebédeljenek Ferenc pápával a 2013-as krizmamise után, alig két héttel a pápává választása után. 2013 októberében Ferenc pápa, aki csak ezen az ebéden találkozott De Donatissal, őt választotta ki a Római Kúria 2014-es nagyböjti lelkigyakorlatának prédikátorává, egy olyan megbízatásra, amelyet ötven éven át egy bíboros vagy neves teológus kapott.

### Püspöki szolgálat
De Donatist Ferenc pápa 2015. szeptember 14-én nevezte ki Mottola címzetes püspökévé és a Római egyházmegye segédpüspökévé, ahol a papság képzéséért volt felelős. 2015. november 9-én szentelték püspökké a Lateráni Szent János Főbazilikában. Ferenc pápa volt a főszentelő, míg Agostino Vallini bíboros, a Római egyházmegye általános helynöke és Beniamino Stella bíboros, a Kléruskongregáció prefektusa társszentelőként működött közre. De Donatis elfogadta címerét a püspöki jelmondattal: „nihil caritate dulcius”, egy Szent Ambrustól vett mondat, amely latinból fordítva annyit tesz: „semmi sem édesebb a szeretetnél.”
2016. április 29-én De Donatist a római San Sebastiano al Palatino-templom rektorává nevezték ki. Ugyanezen év június 6-án ő felügyelte a 2016-os Az irgalmasság rendkívüli szentéve során a Római egyházmegyében a papok jubileumát, és részt vett a Trapani egyházmegyében a jubileumi tevékenységek szervezésében. A szentév során a Confessio Vitae-t is ő vezette a Milánói főegyházmegyében.
2016 szeptemberében De Donatis kiadta a Nulla è più dolce dell'amore (Semmi sem édesebb a szeretetnél) című kötetet, amely húsz elmélkedést tartalmaz az irgalom különböző formáiról a Biblián keresztül értelmezve.
2017. május 26-án Ferenc pápa De Donatist a Római egyházmegye általános helynökévé és a Lateráni Szent János Főbazilika főpapjává nevezte ki, ezzel érseki rangra emelve őt is. A bíboros helynök a pápa nevében Róma de facto püspökeként szolgál. Ferenc pápa figyelmen kívül hagyta azt a szabályt, hogy Róma általános helynökének bíborosnak kell lennie. De Donatis az első személy a XVI. század óta, aki nem bíboros általános helynöki kinevezésekor. Általános helynökként hivatalból a Lateráni Pápai Egyetem nagykancellárja. Ezzel egyidejűleg az Ostiai szuburbikárius egyházmegye apostoli kormányzója lett.

### Bíborosi cím
2018. május 20-án Ferenc pápa bejelentette, hogy a következő konzisztóriumon bíborossá fogja kinevezni De Donatist. A 2018. június 28-i konzisztóriumon a San Marco Evangelista al Campidoglio-bazilikát jelölték ki címtemplomául, ugyanazt a templomot, ahol 15 évvel korábban plébánosként szolgált.
De Donatis 2019. július 11-től 2020. október 24-ig az Olasz Ukrán Katolikus Apostoli Exarchátus apostoli kormányzója volt.
2020. március 12-én, amikor Olaszországban már betiltották a nyilvános miséket, De Donatis elrendelte, hogy Róma templomai zárva legyenek a nyilvánosság előtt. Konrad Krajewski bíboros és mások mégis megnyitották a templomokat. Március 13-án elrendelte, hogy a plébániatemplomok megnyithatnak, amennyiben megfelelő intézkedéseket tesznek a Covid-19 vírus terjedésének megakadályozására. Azt mondta, hogy mindegyik utasítás kiadása előtt beszélt Ferenc pápával. Az egyházmegyének írt levelében azt írta: „Az egészségügyi struktúrák összeomlásának kockázata nyilvánvaló... Ezt a tragikus eshetőséget csak úgy tudjuk megfékezni, ha olyan intézkedéseket alkalmazunk, amelyek megállítják a fertőzést, és lehetővé teszik a nemzeti egészségügyi szolgálat újjászervezését... Közeledjünk egymáshoz – nem fizikailag, hanem szolidaritással... Sajnos a templomba járás nem más, mint bárhová menni: Fennáll a fertőzés veszélye.”
Miután pozitív lett a Covid-19 tesztje, De Donatis 2020. március 30-án lázasan jelentkezett az Agostino Gemelli Egyetemi Poliklinikán; nem volt fizikai kapcsolatban Ferenc pápával, és nem járt a Vatikánban sem az utóbbi időben. Április 10-én kiengedték és otthon folytatta a lábadozást.
De Donatis bíborost bírálták Marko Rupnik állítólagos lelki és szexuális visszaélések áldozatai, akik „értetlenségüket” fejezték ki a Római egyházmegyének az általa alapított művészeti és teológiai központot dicsérő nyilatkozata miatt.
2023 januárjában Ferenc pápa átszervezte a Római egyházmegyét, nagymértékben korlátozva a bíboros helynök szerepét. Meghatározta az egyes segédpüspökök szerepét, és számos egyházmegyei döntést közvetlenül irányított. A bíboros helynök szerepét az egyházmegyei szervek munkájának koordinátoraként határozta meg, segédpüspökként definiálta, és azzal a szabállyal korlátozta a felelősségi körét, hogy a bíboros helynök „nem tesz fontos vagy rendes adminisztrációt meghaladó kezdeményezéseket anélkül, hogy előbb ne számolna be nekem.”
2024. április 6-án Ferenc pápa kinevezte őt főpenitenciáriussá. A pápa közölte segédpüspökeivel, hogy „időt szán egy egészséges mérlegelésre”, mielőtt új bíboros helynököt nevezne ki.